# Renzo Bergamo
Renzo Bergamo (Portogruaro, 2 novembre 1934 – Milano, 10 maggio 2004) è stato un pittore italiano.

## Biografia

### Infanzia e formazione
Renzo Bergamo nacque a Portogruaro nel 1934. 
Fin da giovane mostrò un precoce talento artistico, incoraggiato dal padre, tanto da esporre le sue prime opere a soli tredici anni. 
Rimasto orfano in adolescenza, instaurò un duraturo rapporto di amicizia con lo scrittore Giovanni Comisso, figura di riferimento nella sua formazione intellettuale. In quegli anni iniziò a frequentare gli ambienti culturali del cosiddetto “Veneto felice”, entrando in contatto con personalità come Andrea Zanzotto, Pier Paolo Pasolini, Mario Soldati e Gian Francesco Malipiero. Queste frequentazioni contribuirono in modo determinante alla definizione della sua sensibilità artistica.

### Milano e la ricerca tra arte e scienza
Dopo esperienze di lavoro e studio, da autodidatta, a Parigi e Zurigo, nel 1960 si trasferì a Milano. Grazie all’intercessione di Comisso, entrò in contatto con figure del panorama culturale milanese come Giorgio Strehler, Bruno Munari e Franco Grignani. In quegli anni visse e lavorò in via Madonnina, nel quartiere di Brera, frequentando il Bar Giamaica, punto d’incontro di artisti e intellettuali. Qui partecipò a discussioni sull’arte contemporanea con artisti come Lucio Fontana, Piero Manzoni, Gianni Dova, Emilio Scanavino, Cesare Peverelli e Roberto Crippa.
Nel suo percorso artistico, Bergamo sviluppò un linguaggio pittorico fortemente influenzato dalle scienze, dalla matematica e dall’astrofisica. Le sue opere esplorano fenomeni quali le esplosioni cosmiche, gli urti tra particelle subatomiche, la trasformazione della materia, la genesi delle galassie e la biogenesi cellulare. I suoi dipinti rappresentano, secondo una personale grammatica visiva, l’interazione tra microcosmo e macrocosmo.
A metà degli anni Sessanta, la sua carriera ottenne un importante riconoscimento internazionale: le sue opere furono esposte a New York nella mostra collettiva ''Avanguardia italiana'', patrocinata dal Ministero degli Affari Esteri e promossa dal Comune di Milano.

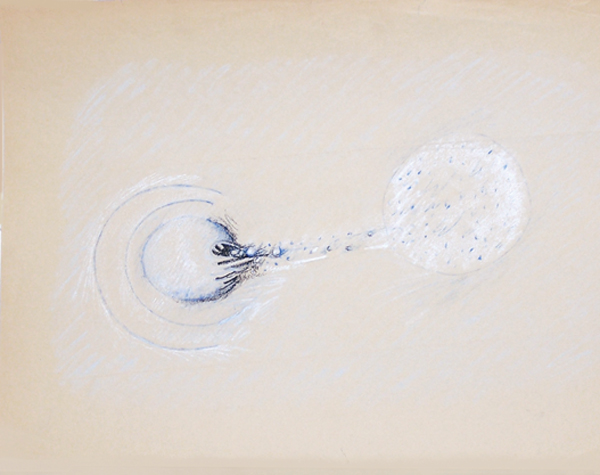
Serie Galassie, 1965

### Il movimento Astrarte
All’inizio degli anni Settanta, Bergamo fu tra i fondatori del movimento Astrarte, che riuniva artisti e intellettuali interessati a indagare il rapporto tra arte e scienza. Il gruppo fu presentato ufficialmente nel 1979 nella mostra Futurismo – Spazialismo – Astrarte, che lo affiancava ai grandi movimenti di avanguardia del Novecento.
Nel 1980 Bergamo si allontanò dal gruppo, maturando una crescente distanza dal sistema espositivo ufficiale, che percepiva come eccessivamente commerciale. Decise di ritirarsi dalle mostre pubbliche, pur continuando a produrre opere destinate a un ristretto circuito di collezionismo privato. La sua pratica artistica si basava su una personale ricerca di “sincerità di pensiero”, lontana da logiche di mercato.

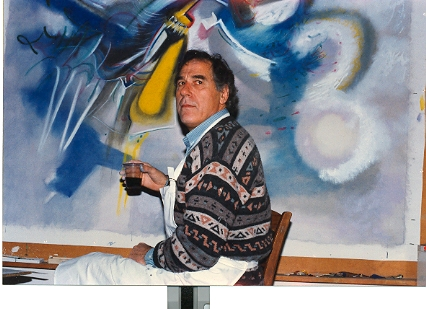
Renzo Bergamo nel suo studio a Milano

### Il trasferimento in Sardegna
Negli anni Ottanta, all’età di cinquant’anni, si trasferì in Sardegna, spinto dalla necessità di vivere in sintonia con la natura. Qui approfondì la propria sperimentazione pittorica, ispirata dal paesaggio, dalla luce e dai colori dell’isola. In questo periodo affrontò il tema del caos, esplorando il colore come elemento vivo, presente all'interno e dietro la materia.
Si dedicò anche alla musica, componendo ed eseguendo brani al pianoforte, che tradusse poi in immagini pittoriche. La sua produzione si caratterizzò per l’eterogeneità di materiali e tecniche, con una predilezione per il pastello. Mescolò acquarello, china, acrilico e olio, in un percorso creativo fondato su continua sperimentazione e attenta osservazione del mondo naturale.

### Gli anni Duemila e la “Archeologia Cosmica”
Nel 2000 avviò una nuova fase della sua ricerca artistica, che definì Archeologia Cosmica. In questa fase, ispirato dal fenomeno della radioattività, sviluppò un linguaggio visivo fatto di segni e strutture primitive, evocando energie ancestrali e dinamiche cosmiche.
Morì improvvisamente nel 2004. Pochi giorni prima della sua scomparsa, alla richiesta di un consiglio da parte di una giovane artista, lasciò una delle sue ultime testimonianze sul valore dell’arte:
«Per fare l’artista ci vuole grande amore, grande forza di volontà, grande coraggio e sincerità. L’Arte insegna il coraggio di osare.»

## Galleria d'immagini

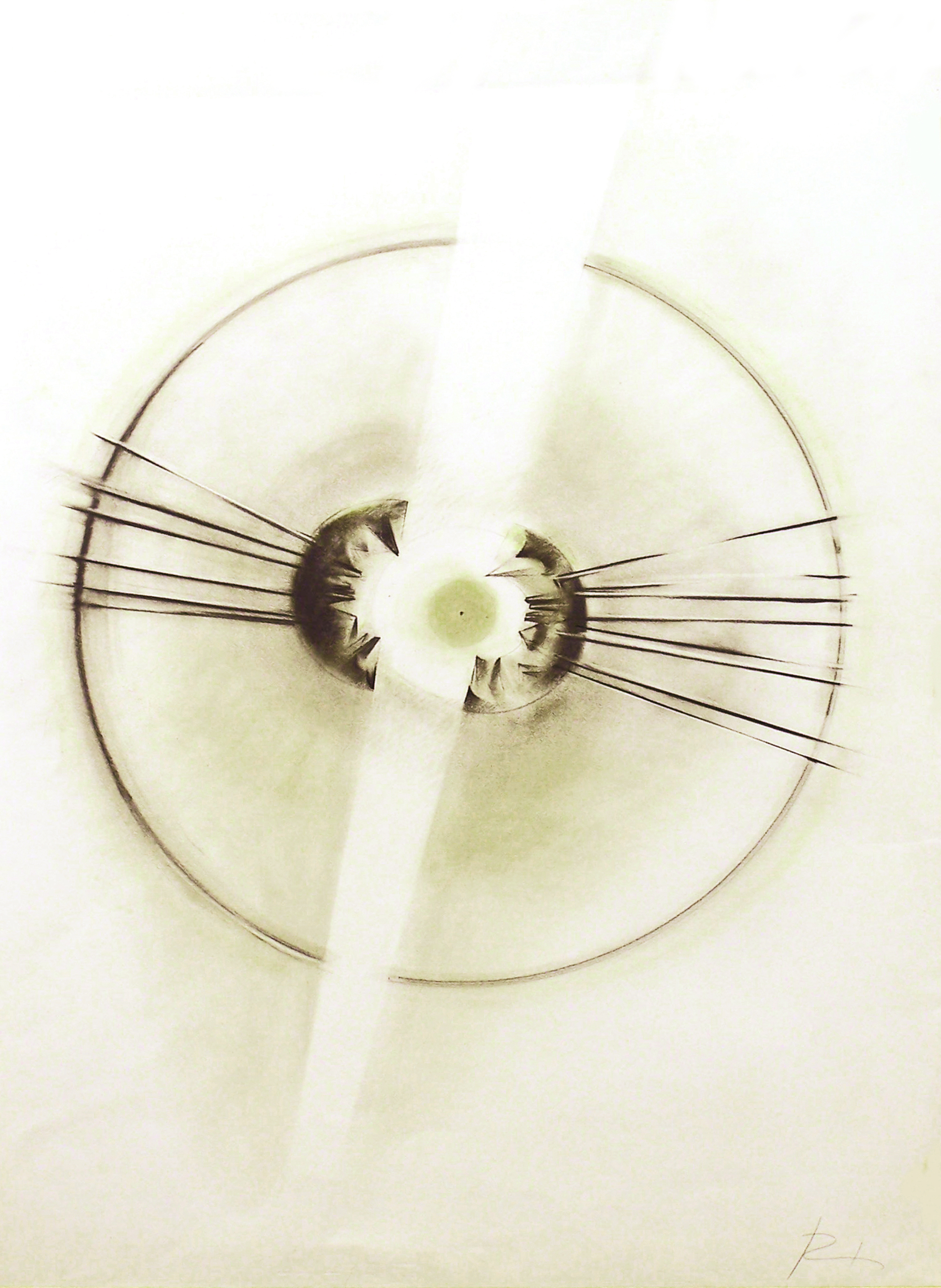
Black Hole, 1970
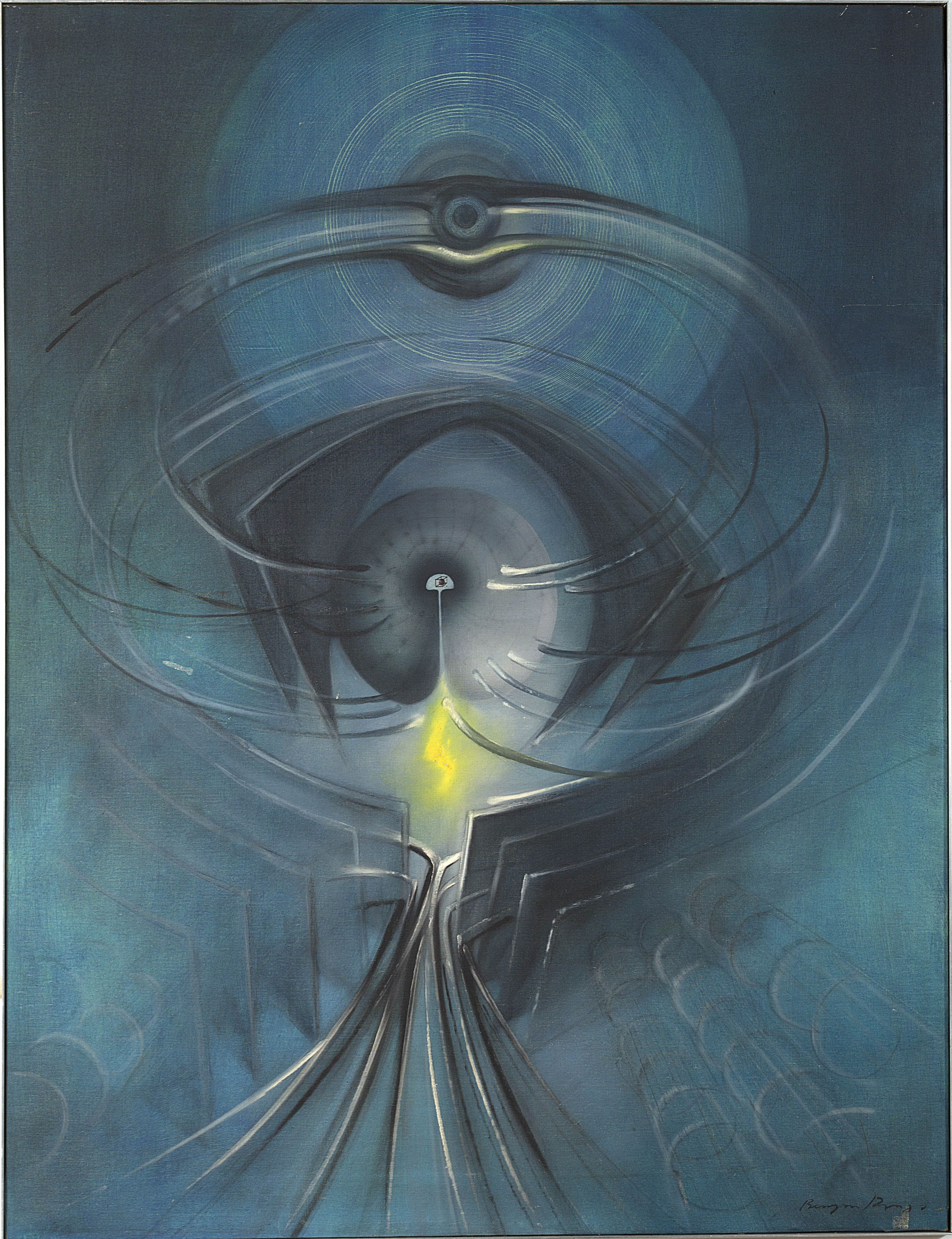
Concetto astrale, 1970

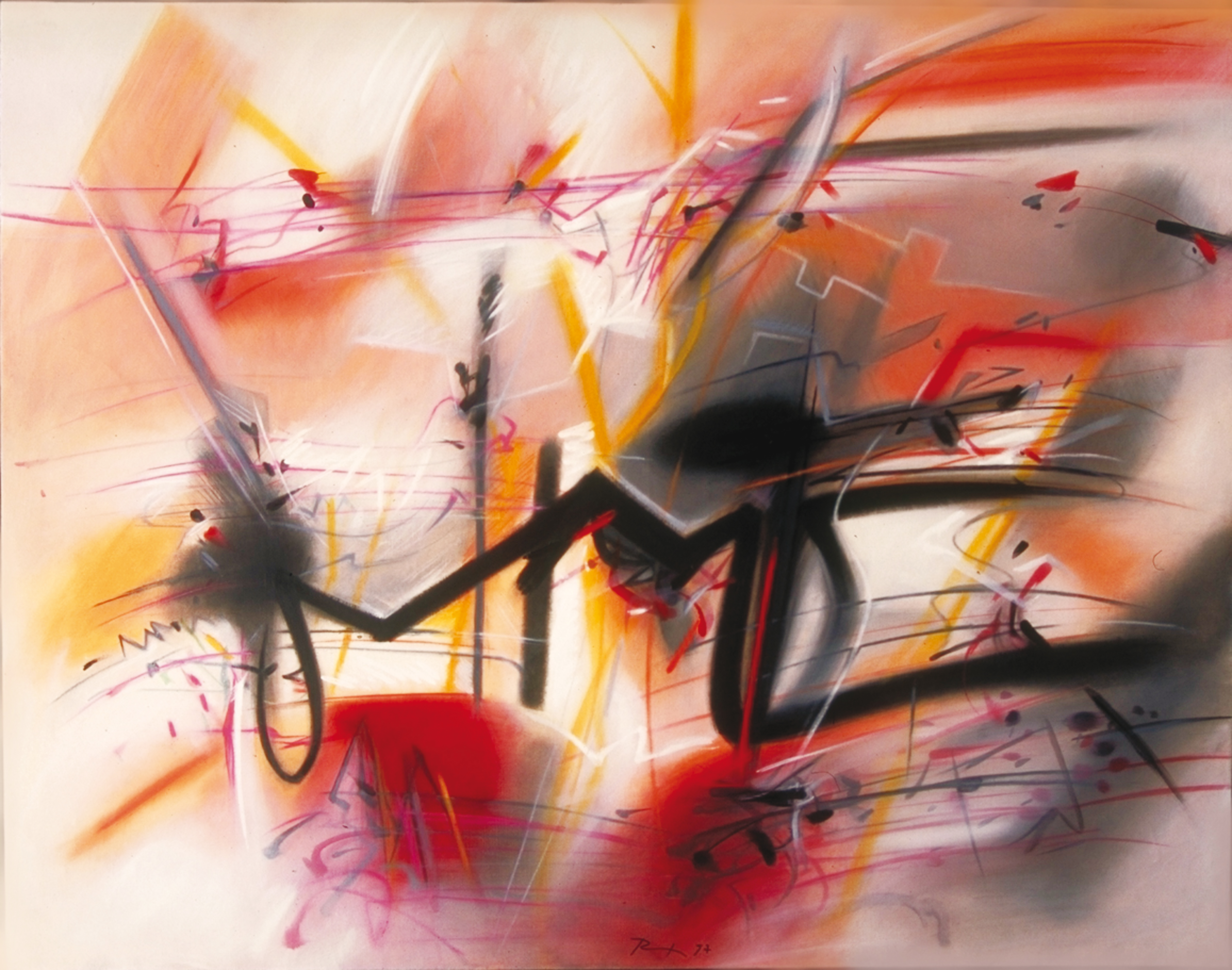
Allegro, allegrissimo, andante, 1997
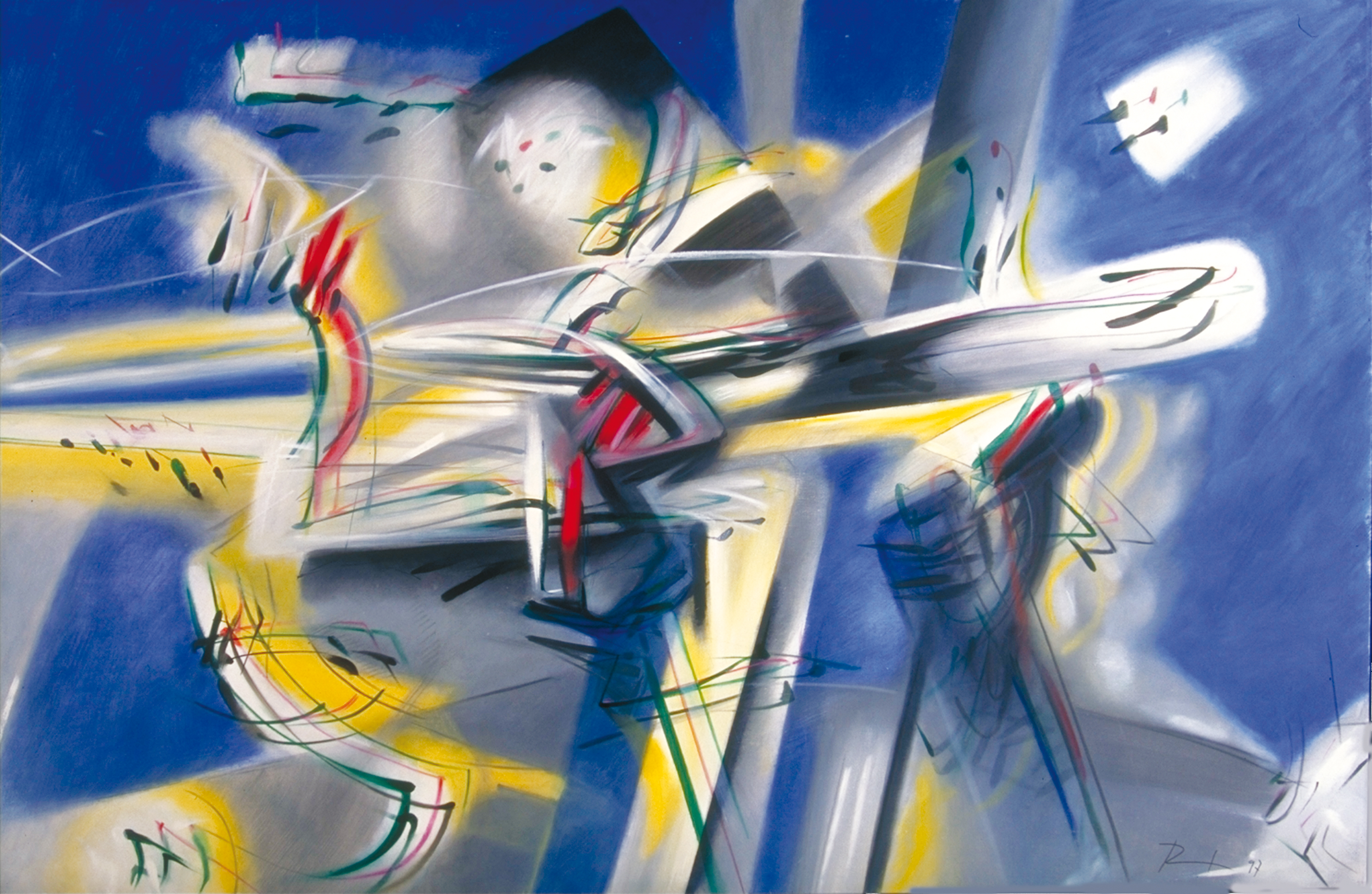
Il vento spalancò la nube e accarezzò la luce, 1997
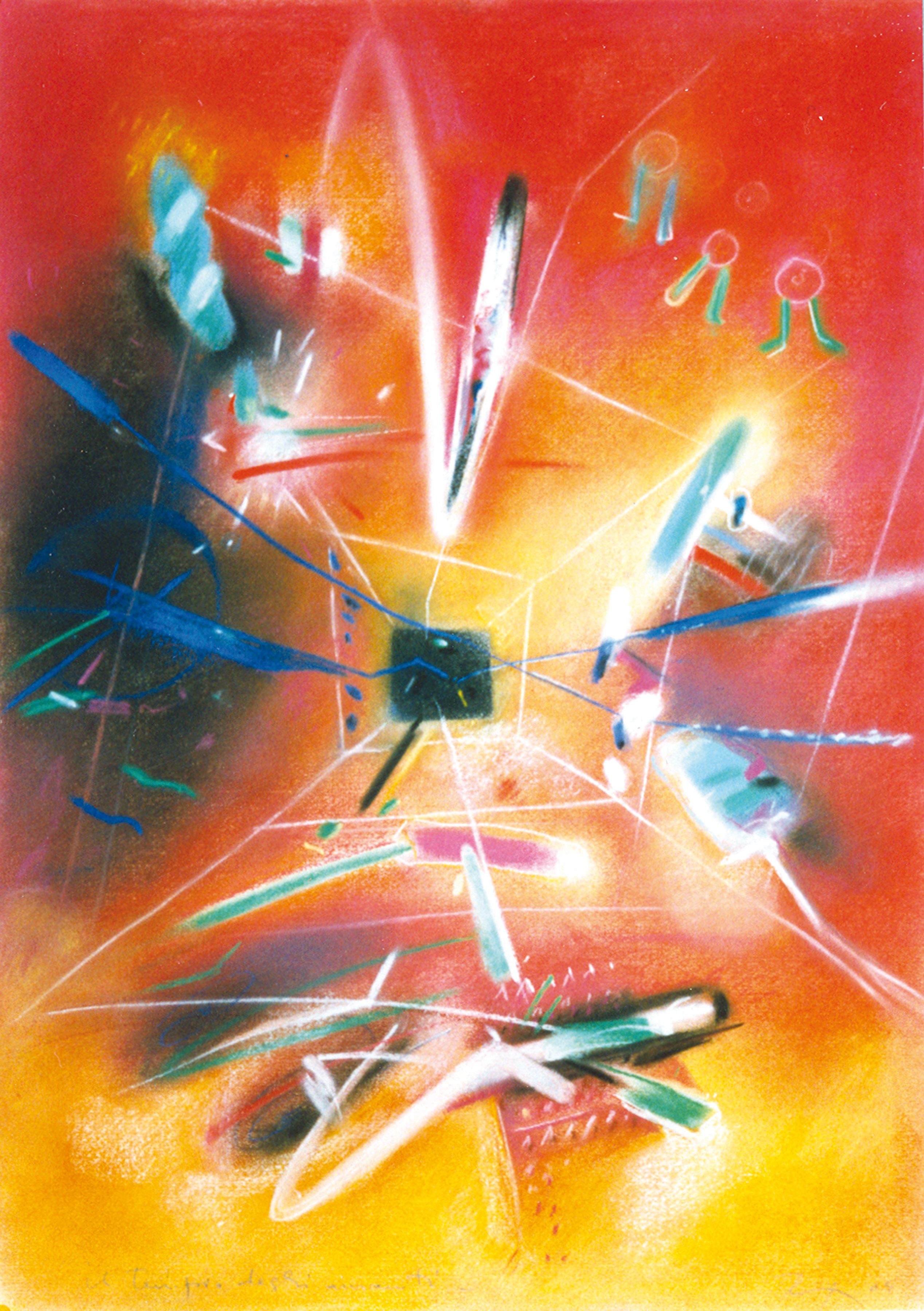
Il tempo degli amanti, 2004

## Mostre e progetti
Dagli anni sessanta al ritiro dal circuito pubblico, le opere di Renzo Bergamo sono state esposte in numerose mostre nazionali e internazionali di grande rilievo.
Tra le più importanti, la collettiva “Avanguardia italiana” tenutasi a New York nel 1965 e la personale allestita al Castello Sforzesco di Milano nel 2013, nove anni dopo la sua scomparsa. Tra le altre esposizioni, in ordine cronologico:
- 1986 - disegna l’illustrazione per la Campagna Istituzionale Sirio “La vostra chiave del potere”
- 1991 - Immagine e Somiglianza, Galleria Gariboldi – Milano. A cura di Monique Sartor
- 1997 - La Posteria, Spazio Mazzotta – Milano. A cura del Prof. Paolo Biscottini
- 2000 - Installazione L’uomo pneumatico, Prestige Cars – Monaco
- 2000 - Installazione IL Diavolo, Faust 3.0 Fura del Baus, Teatro Smeraldo - Milano
- 2007 - Festival Scienza, Estetica del Caos, Palazzo Doria – Genova. A cura del Prof. Stefano Morigi[3]
- 2013 - Atomo, Luce, Energia, Castello Sforzesco – Milano. Promossa dal Comune di Milano e a cura di Claudio Cerritelli[4].
- 2014 - Ordine e Immaginazione, Officina delle Zattere – Venezia. A cura di Valerio Dehò[5]
- 2016 - Opere anni Settanta, Spazio Maimeri. A cura di Angelo Crespi[6]
- 2017 - The Aesthetic of Chaos, Brun Fine Art - Londra
- 2022 -  L'arte della Fisica, Palazzo Vescovile - Portogruaro - Venezia. A cura di Roberta Semeraro

## Critica
Diversi studiosi, scienziati e critici d’arte hanno mostrato interesse per Renzo Bergamo.
Tra questi, il filosofo ed epistemologo Giulio Giorello lo ha definito “un artista di grande potenza rappresentativa che ha dato forma visibile alle componenti del mondo esplorato dalla scienza”. Definendo alcune opere a matita degli anni Settanta delle ladre di fisica atomica.
Anche Gillo Dorfles ha riconosciuto in lui una “vena pittorica molto acuta”, considerandola un “tramite tra una matrice espressionista del primo Novecento e una visione proiettata verso il futuro”.
La filosofa della scienza Simona Morini, docente di teoria delle decisioni razionali presso l’IUAV di Venezia, ha sottolineato la forza sensoriale delle sue opere: “Davanti ai quadri di Bergamo sembra che qualcuno abbia tolto l’audio. Tutti i sensi sono chiamati in causa. Verrebbe perfino voglia di sentire dei sapori. […] Le forme, nelle sue opere, escono dal quadro, dal suo spazio chiuso e circoscritto, e lo spettatore sente calore, energia, luce, suono.”
Tra gli esponenti del mondo scientifico, Stefano Sandrelli, ricercatore dell’INAF e coordinatore dell’’‘Office of Astronomy for Education – Center Italy’’ dell’Unione Astronomica Internazionale, ha evidenziato nella produzione di Bergamo il tentativo di coltivare e comunicare una propria visione del cosmo, riproponendo “forme, colori, strutture che saranno poi confermate nei decenni successivi da telescopi come il Telescopio Spaziale Hubble, che ha definitivamente modificato l’immaginario popolare e la rappresentazione scientifica dell’universo”.
Anche figure di rilievo internazionale hanno mostrato attenzione per la sua opera. Il fisico Fritjof Capra e il cosmologo Alexander Vilenkin (Tufts University, Boston) hanno individuato nei suoi lavori sorprendenti corrispondenze con alcune delle teorie scientifiche più avanzate. In particolare, Vilenkin ha notato analogie con la teoria dell’inflazione eterna e con il concetto dei cosiddetti “universi a bolle”